# Tom Grootaers
Tom Grootaers (Bilzen, 3 december 1986) is een Belgisch voormalig voetballer die als doelman voor onder andere Fortuna Sittard en Patro Eisden Maasmechelen speelde.

## Carrière
Tom Grootaers speelde in de jeugd van KFC De Zwaluw Wiemismeer, KRC Genk, Patro Eisden Maasmechelen en Spouwen-Mopertingen. Via Excelsior Veldwezelt kwam hij bij Fortuna Sittard terecht, waar hij in het seizoen 2008/09 tweede keeper was achter David Meul. Hij debuteerde in het betaald voetbal voor Fortuna op 23 september 2008, in de met 0-3 gewonnen uitwedstrijd in de KNVB beker tegen EHC. Door een blessure bij Meul mocht Grootaers de vijf laatste wedstrijden van het seizoen keepen. Het seizoen erna speelde Grootaers nog twee wedstrijden bij Fortuna, waarna hij vertrok. Na proefperiodes bij FC Utrecht en FC Oss sloot hij aan bij Bocholter VV, waarna hij van 2012 tot 2014 voor EHC speelde. In 2014 keerde hij terug in het betaald voetbal, bij de Belgische tweedeklasser Patro Eisden Maasmechelen. Hier speelde hij tot 2016, waarna hij tot 2021 voor Spouwen-Mopertingen speelde. Hierna beëindigde hij zijn carrière en werd hij keeperstrainer bij de nieuwe fusieclub SV Belisia Bilzen.

### Statistieken
| Seizoen                       | Club                      | Land           | Competitie        | Competitie | Competitie | Beker | Beker | Totaal | Totaal |
| Seizoen                       | Club                      | Land           | Competitie        | Wed.       | Dlp.       | Wed.  | Dlp.  | Wed.   | Dlp.   |
| ----------------------------- | ------------------------- | -------------- | ----------------- | ---------- | ---------- | ----- | ----- | ------ | ------ |
| 2008/09                       | Fortuna Sittard           | Nederland      | Eerste divisie    | 5          | 0          | 1     | 0     | 6      | 0      |
| 2009/10                       | Fortuna Sittard           | Nederland      | Eerste divisie    | 2          | 0          | 0     | 0     | 2      | 0      |
| 2014/15                       | Patro Eisden Maasmechelen | België         | Tweede klasse     | 4          | 0          | 0     | 0     | 4      | 0      |
| 2015/16                       | Patro Eisden Maasmechelen | België         | Tweede klasse     | 12         | 0          | 1     | 0     | 13     | 0      |
| 2019/20                       | Spouwen-Mopertingen       | België         | Tweede klasse am. | 22         | 0          | 0     | 0     | 22     | 0      |
| 2020/21                       | Spouwen-Mopertingen       | België         | Tweede afdeling   | 3          | 0          | 0     | 0     | 3      | 0      |
| Carrièretotaal                | Carrièretotaal            | Carrièretotaal | Carrièretotaal    | 48         | 0          | 2     | 0     | 50     | 0      |
| Bijgewerkt op 31 oktober 2021 |                           |                |                   |            |            |       |       |        |        |